# Stazione di Montecastrilli
Stazione di Montecastrilli vasútállomás Olaszországban, Umbria régióban, Montecastrilli településen.

## Vasútvonalak
Az állomást az alábbi vasútvonalak érintik:
- Centrale Umbra-vasútvonal

## Kapcsolódó állomások
A vasútállomáshoz az alábbi állomások vannak a legközelebb: 
- Sangemini railway station (Stazione di Terni, Centrale Umbra-vasútvonal)
- Stazione di Acquasparta (Sansepolcro railway station, Centrale Umbra-vasútvonal)